# Joseph Levering
Joseph Levering  (né à Columbus, dans l'Indiana, le 20 juillet 1874, et mort à Kansas City, dans le Missouri, le 27 août 1943) est un acteur, scénariste et réalisateur américain, de la période du cinéma muet, puis du parlant.

## Biographie
En tant qu'acteur, la grande majorité des films dans lesquels il apparaît sont des courts métrages. Son seul film parlant (et son dernier en tant qu'acteur) est Sporting Chance, d'Albert Herman. Ne passant pas l'épreuve du parlant, il se consacre dès lors uniquement à la réalisation, et l'écriture de quelques scénarios.

## Filmographie

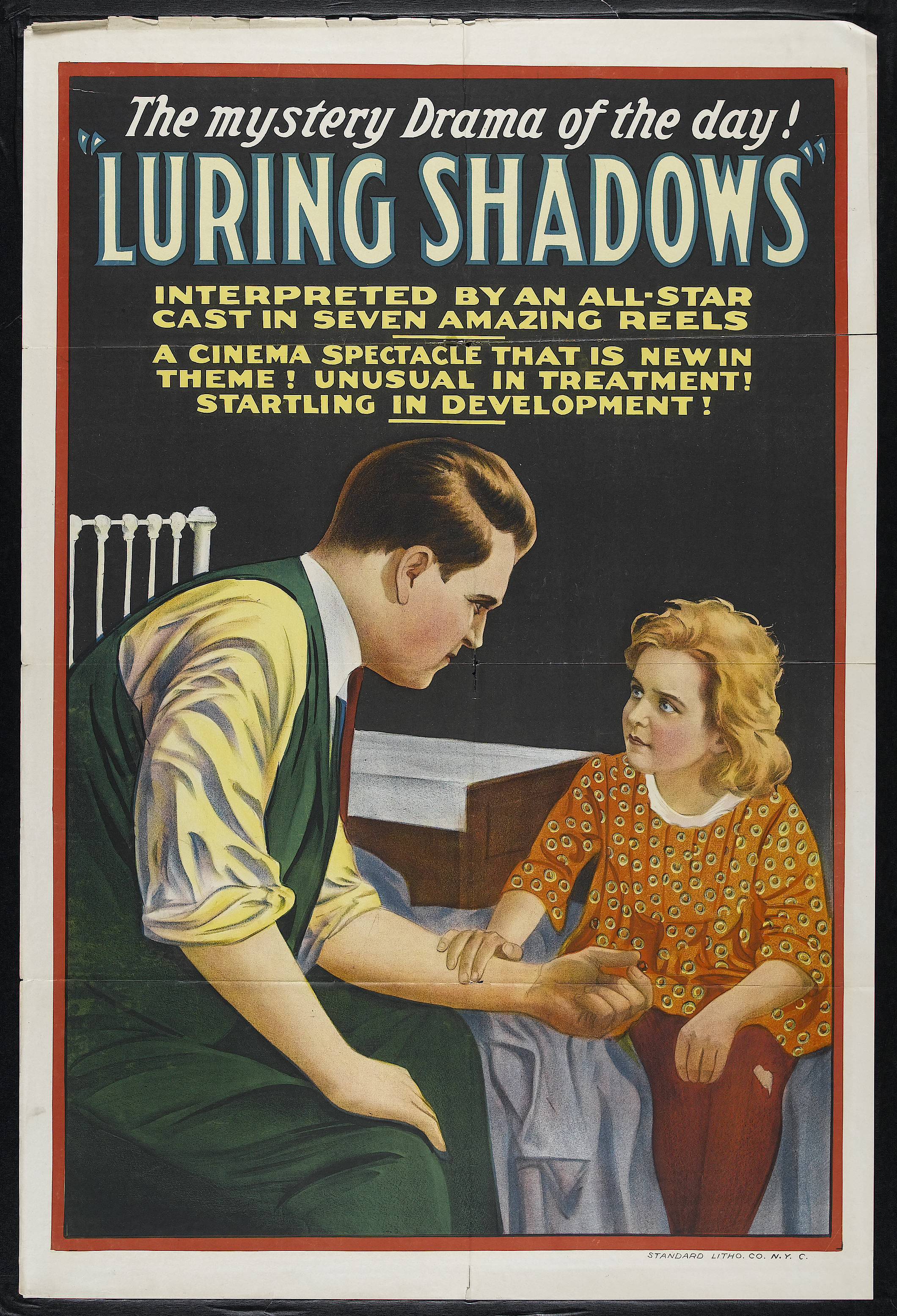
Luring Shadows (1920).

### Acteur
- 1911 : How Sir Andrew Lost His Vote d'Ashley Miller : Acteur amateur
- 1911 : The Awakening of John Bond d'Oscar C. Apfel et Charles Brabin
- 1912 : The Beach Combers : Sam Wilson
- 1912 : The Great Steeplechase
- 1912 : The Three Bachelors' Turkey
- 1912 : The Country Boy : Tom Stanton, le père de Bob
- 1912 : The Simple Life
- 1912 : La Jolie pêcheuse de Newport (The Lass of Gloucester) : John Monroe, le petit-ami de Betty
- 1912 : Saved at the Altar : Jack Dunbar
- 1912 : A Western Girl's Dream : Clarence Van Nest
- 1913 : Shadows of the Moulin Rouge : Mr. Dupont
- 1913 : Ben Bolt de Howell Hansel (it) : Ben Bolt
- 1913 : The Star of India de Herbert Blaché : Richard Dare
- 1913 : The Rogues of Paris d'Alice Guy
- 1913 : The Lame Man
- 1913 : The Soul of Man : James Brett, le ministre
- 1913 : Gratitude : Le propriétaire du magasin d'armes à feu
- 1913 : The Fight for Millions de Herbert Blaché : Sorenti
- 1913 : Brennan of the Moor d'Edward Warren : Lt. Hume
- 1913 : The Pit and the Pendulum d'Alice Guy
- 1913 : Kelly from the Emerald Isle d'Edward Warren : Doolin
- 1913 : In the Power of Blacklegs : John Blair, le gérant du magasin
- 1914 : The Temptations of Satan de Herbert Blaché
- 1914 : The Line-Up at Police Headquarters de Frank Beal : Dick Vernon
- 1914 : A Fight for Freedom ou Exiled to Siberia : Ivan
- 1914 : The Dream Woman d'Alice Blaché : L'étranger
- 1915 : The Vivisectionist de lui-même : Le vivisecteur
- 1915 : The Spender : Le fils du ministre
- 1915 : The Shop Nun
- 1915 : Back to the Farm de lui-même : Le jeune fermier
- 1915 : The Room Between : Le mari
- 1916 : Paying the Price de lui-même
- 1916 : The Tortured Heart de Will S. Davis : Hugh Darrell
- 1916 : The Haunted Manor d'Edwin Middleton : Crazy Calvert
- 1931 : Sporting Chance (en) d'Albert Herman : Phillip Lawrence

### Réalisateur
- 1914 : A Family Intermingle
- 1914 : Oh! What a Dream
- 1914 : A Twisted Affair
- 1914 : Mulligan's Ghost
- 1914 : When Lions Escape
- 1914 : Love Charm
- 1914 : The Red Cross Nurse
- 1914 : Why Skunkville Went Dry
- 1914 : Kissing Germ
- 1914 : The New Apprentice
- 1914 : What Would You Do?
- 1914 : Back to the Farm
- 1915 : Capital Punishment
- 1915 : Tides of Time
- 1915 : The Cup of Chance
- 1915 : Back to the Farm
- 1916 : Paying the Price
- 1917 : The Victim
- 1917 : The Little Samaritan
- 1917 : La Petite Américaine (The Little American) (non crédité)
- 1917 : The Road Between
- 1917 : Little Miss Fortune
- 1918 : The Transgressor
- 1920 : Luring Shadows
- 1920 : Husbands and Wives
- 1920 : His Temporary Wife
- 1922 : Flesh and Spirit
- 1922 : Détermination
- 1923 : Finger Prints
- 1923 : The Tie That Binds
- 1924 : Who's Cheating?
- 1925 : Unrestrained Youth
- 1925 : Lilies of the Streets
- 1931 : Defenders of the Law
- 1931 : La cautivadora
- 1931 : Sea Devils
- 1933 : Blondes fatales (Cheating Blondes)
- 1938 : Autrefois en Arizona (In Early Arizona)
- 1938 : Phantom Gold
- 1938 : Pioneer Trail
- 1938 : Stagecoach Days
- 1938 : Rolling Caravans
- 1939 : The Law Comes to Texas
- 1939 : Lone Star Pioneers
- 1939 : Frontiers of '49

### Scénariste
- 1937 : Law of the Ranger
- 1937 : Reckless Ranger
- 1937 : The Rangers Step In
- 1939 : Riders of the Frontier
- 1940 : Terry and the Pirates